# Mónica Briones
Mónica Angélica Briones Puccio (Santiago, 7 de julio de 1950-Santiago, 9 de julio de 1984) fue una pintora y escultora chilena. Su femicidio en plena dictadura militar es considerado el primer caso documentado de un crimen de odio lesbofóbico en Chile, e inspiró la conformación de la primera agrupación lésbica en su país, Colectiva Lésbica Ayuquelén, y el establecimiento del Día de la Visibilidad Lésbica, que se conmemora en Chile cada 9 de julio desde 2015.

## Biografía
Hija de un artesano de lámparas y una modista, Briones estudió a fines de la década de 1960 en la Escuela de Artes de la Universidad de Chile, donde tuvo de profesor al destacado artista plástico Nemesio Antúnez. Participó en un concurso de pintura en el cerro Santa Lucía iniciado el 26 de diciembre de 1969, que consistía en pintar la mayor cantidad de horas seguidas, y en el cual logró estar 61 horas continuas pintando en total 16 obras; en aquella ocasión fue descrita en el diario La Nación como «excesivamente dinámica e inquieta». Solía vender sus piezas artísticas en el Parque Forestal.
La madrugada del lunes 9 de julio de 1984, tras retirarse del bar Jaque Mate en la comuna de Santiago, Mónica Briones y su amiga Gloria del Villar Gajardo fueron abordadas mientras esperaban un autobús en las cercanías de Plaza Italia por un «hombre alto, de pelo rubio, ojos verdes muy juntos, corte de pelo y apariencia militar», quien cogió a Briones del cuello de su abrigo beige, y la empujó, insultándola por su orientación sexual mientras la golpeaba en el piso. La paliza fue tan brutal que le rompió el cráneo. Gloria huyó pidiendo auxilio, en estado de shock, mientras que el agresor escapó del lugar.
De acuerdo al parte policial, su muerte se habría producido a las 6.20 de la mañana del lunes 9 de julio «después que la víctima fuera arrollada por un vehículo que se dio a la fuga». La autopsia del Servicio Médico Legal a cargo de la tanatóloga América González Figueroa (sindicada como encubridora de los crímenes en dictadura. Se le encargaba falsear los informes) concluyó que se había tratado de un accidente automovilístico que le había provocado a Briones un «traumatismo cráneo encefálico facial». Sus restos fueron velados en la Capilla Nazareno de Providencia, y fue cremada, y sus cenizas fueron esparcidas en la playa de Horcón.

## Investigación judicial
La causa por la muerte de Mónica Briones se abrió en 1985, cuando su padre, Manuel Briones Espinoza, interpuso una querella por cuasidelito de homicidio. El abogado Alfredo Etcheberry, quien representó a la familia en el caso ad honorem, se dedicó a interrogar a todos los contactos que Mónica Briones tenía registrados en una agenda telefónica que se encontraba en su poder al momento de su deceso, la que recién pudo recuperar a principios de los años 1990. Otra corriente de su investigación derivó en que el crimen de Mónica Briones, fue por encargo, ya que habría mantenido una relación sentimental y extramarital con una mujer casada, de nombre Natalia, quien estaba casada con un agente de la CNI.
El libelo judicial estuvo cerca de 10 años en los antiguos Juzgados del Crimen, y se cerró definitivamente en septiembre de 1995, pese a los intentos de Etcheberry por continuar indagando. La corte declaró que “no existen indicios suficientes para acusar a determinada persona como autor, cómplice o encubridor”.

## Repercusiones
Tras su brutal femicidio, la figura de Mónica Briones se ha transformado en una fuente de inspiración para impulsar la lucha por los derechos de las lesbianas. Su historia ha inspirado varios reportajes televisivos, una crónica escrita por Pedro Lemebel, obras de teatro y una película, titulada Enigma y dirigida por Ignacio Juricic, que se centra en todo lo que pasó después de su muerte.
A partir de su asesinato, se afianzó la organización Ayuquelén, primer grupo de mujeres lesbianas que venían conformadas desde el año 1983 y se unieron para luchar por sus derechos. La organización existió durante 15 años. Cada 9 de julio, fecha del asesinato de Mónica, se conmemora el Día de la Visibilidad Lésbica en Chile impulsado por colectivas y agrupaciones lésbicas feministas. En 2019, las agrupaciones lesbofeministas solicitaron formalmente al Consejo de Monumentos Nacionales instalar un monumento conmemorativo en el lugar donde fue asesinada, en la intersección de las calles Merced con Irene Morales en Santiago, «en memoria de todas las mujeres lesbianas agredidas, violentadas o asesinadas por su orientación sexual y/o identidad de género».
En septiembre de 2024 se publicó su primera biografía en clave de crónica titulada "Con mi recuerdo encendí el fuego. Mónica Briones, una biografía personal" de editorial Ariel (Planeta).
El 13 de marzo de 2025 fue inaugurado en la intersección de Merced con Irene Morales un monumento conmemorativo a Mónica Briones. La instalación del memorial fue gestionado por las agrupaciones Rompiendo El Silencio, Red Lesbofeminista, La Crisis, Burdas y el Frente Musical Combatibe.